# Поант Ноар
 Тази статия е за града в Република Конго.  За департамента вижте Поант Ноар (департамент).  
Поант Ноар (на френски: Pointe-Noire) е град в югозападната част на Република Конго със статут на самостоятелен департамент. Населението му е около 715 000 души (2007).
Разположен на брега на Атлантическия океан, градът е втори по големина в страната и нейно основно морско пристанище. Селището възниква през 1883 година, но се превръща в град в периода между двете световни войни, когато е свързано с железопътна линия с Бразавил.

## География
Поант Ноар е разположен около малък полуостров, отделящ залива Поант Ноар от Атлантическия океан.
Климатът е тропичен саванен (Aw по Кьопен) с ясно изразен сух сезон от май до октомври.
| Поант Ноар                         | Поант Ноар | Поант Ноар | Поант Ноар | Поант Ноар | Поант Ноар | Поант Ноар | Поант Ноар | Поант Ноар | Поант Ноар | Поант Ноар | Поант Ноар | Поант Ноар | Поант Ноар |
| Месеци                             | яну.       | фев.       | март       | апр.       | май        | юни        | юли        | авг.       | сеп.       | окт.       | ное.       | дек.       | Годишно    |
| Средни максимални температури (°C) | 28         | 29         | 29         | 29         | 28         | 26         | 24         | 24         | 26         | 27         | 27         | 28         | 27,1       |
| Средни минимални температури (°C)  | 24         | 24         | 25         | 25         | 24         | 21         | 20         | 21         | 22         | 24         | 24         | 24         | 23,2       |
| Средни месечни валежи (mm)         | 170        | 206        | 224        | 180        | 89         | 0          | 0          | 3          | 15         | 71         | 180        | 140        | 1278       |
| ---------------------------------- | ---------- | ---------- | ---------- | ---------- | ---------- | ---------- | ---------- | ---------- | ---------- | ---------- | ---------- | ---------- | ---------- |
| Източник: Weatherbase              |            |            |            |            |            |            |            |            |            |            |            |            |            |

## История
Името Понта Негра (буквално „Черна точка“, френската форма е Поант Ноар) е дадено от португалски мореплаватели през 1484 година, когато забелязват на мястото на бъдещия град масив от черни скали. Те стават важна отправна точка за мореплаването в региона. През 1883 година е основано малко рибарско селище, след като французите подписват договор с местните жители лоанго.
През 1910 година е създадена колониалната федерация Френска Екваториална Африка и френските предприятия получават възможност да работят в Средно Конго. Не след дълго възвиква необходимост от изграждането на железопътна линия, която да свърже Бразавил, крайната точка на корабоплаването по реките Конго и Убанги, с бреговете на Атлантическия океан. Тъй като бързеите не позволяват корабоплаването по Конго до нейното устие, а е нужно и изграждането на дълбоко пристанище за големи презоекански кораби, колониалната администрация решава то да бъде построено в Понта Негра, вместо в първоначално планирания Либревил. Строителството на железопътната линия започва през 1921 година, а град Поант Ноар е официално основан на 22 май 1922 година.
През 1927 година е пусната водоснабдителната система на града, който по това време има около 3 хиляди жители. Летището е построено през 1932 година, а през 1934 година губернаторът Рафаел Антонети официално открива Железопътната линия „Конго-Океан“. Първата болница е открита през 1936 година. През 1942 година пристанището посреща първия си кораб.

## Население
Населението на Поант Ноар е 715 334 души (2007), а с градската агломерация около него надхвърля 1 милион души.

## Управление
През 2004 година Поант Ноар получава статут на самостоятелен департамент на Република Конго. Дотогава градът е център на региона Куилу, останалата част от който днес образува департамент Куилу.
Общината на Поант Ноар се разделя на 6 района:
- „Патрис Емери Лумумба“ – старата част на града и негов административен и търговски център
- „Мву-Мву“
- „Тие-Тие“ – районът с най-голямо население
- „Лоанджили“
- „Монго-Поку“
- „Нгойо“